# San Juan Tomasquillo Herradura
San Juan Tomasquillo Herradura är en ort i Mexiko.   Den ligger i kommunen Xalatlaco och delstaten Mexiko, i den sydöstra delen av landet, 40 km sydväst om huvudstaden Mexico City. San Juan Tomasquillo Herradura ligger 2 832 meter över havet och antalet invånare är 1 315.
Terrängen runt San Juan Tomasquillo Herradura är lite bergig, och sluttar brant västerut. Runt San Juan Tomasquillo Herradura är det tätbefolkat, med 356 invånare per kvadratkilometer. Närmaste större samhälle är San Mateo Atenco, 17,1 km nordväst om San Juan Tomasquillo Herradura. Trakten runt San Juan Tomasquillo Herradura består till största delen av jordbruksmark.